# Khimik Ioujne
Ne doit pas être confondu avec VK Khimik.
Le Khimik Ioujne (en ukrainien : Баскетбольний клуб Хімік Южне) était un club ukrainien de basket-ball basé à Pivdenne, anciennement Ioujne, ayant cessé ses activités en 2022.

## Historique
En septembre 2022, le président du club Serhiy Nazarenko, annonce la cessation des activités du club.

## Palmarès
- Champion d'Ukraine : 2015, 2016, 2019
- Coupe d'Ukraine de basket-ball : 2016, 2020
- Finaliste de l'EuroCup Challenge : 2006
- Champion d'Ukraine de 2e division : 2002

## Entraîneurs successifs
- Oleh Iouchkine
- 2010-2011 :  Zoran Martič
- 2011-2012 :  Darko Ruso
- 2012-2013 :  Zoran Martič
- 2012-2013 :  Zvezdan Mitrović
- 2013-2015 :  Kārlis Muižnieks

## Joueurs célèbres ou marquants
- Viktor Khryapa (1 saison : 1999-2000)
- Vasco Evtimov (0,5 saison : 2009)
- Edin Bavčić (1 saison : 2010-2011)
- Miroslav Todić (1 saison : 2013)
- Suad Šehović (1 saison : 2012-2013)
- Jamal Shuler (1 saison : 2013-14)
- Romeo Travis (1 saison : 2013-14)